# Duché de Bavière
 (août 2024).
Si vous disposez d'ouvrages ou d'articles de référence ou si vous connaissez des sites web de qualité traitant du thème abordé ici, merci de compléter l'article en donnant les références utiles à sa vérifiabilité et en les liant à la section « Notes et références ».
907–1623
Entités précédentes :
- Francie orientale

Entités suivantes :
- Électorat de Bavière

Le duché de Bavière (en allemand : Herzogtum Bayern) était un des cinq duchés ethniques germaniques de la Francie orientale, fondé au Xe siècle. Le duché médiéval couvrait la partie sud-est du royaume de Germanie. Il s'étendait sur les régions de Haute-Bavière, de Basse-Bavière et du Haut-Palatinat au sein de l'État allemand contemporain de Bavière ainsi que sur les régions autrichiennes adjacentes du Tyrol, de Salzbourg et la partie occidentale de la Haute-Autriche. Le principal siège ducal était à Ratisbonne, puis à Munich.
Au cours du déclin de la dynastie carolingienne, un État bavarois autonome fut rétabli, mais a dû bientôt faire face à une dépendance croissante envers le royaume germanique sous le règne des Ottoniens. En 976, après l'échec d'un soulèvement, le duc Henri II dit « le Querelleur » fut destitué par son cousin, l'empereur Otton II. Par conséquent, la Bavière perdit le vaste territoire du nouveau duché de Carinthie avec les marches de Styrie, de Carniole et de Vérone au sud-est. Au XIIe siècle, les ducs bavarois de la maison Welf  redevinrent puissants, jusqu'à la perte du duché d'Autriche et la chute d'Henri le Lion en 1180. À partir de là, le duché, réduit sous le règne de la maison de Wittelsbach, fut une principauté et un État du Saint-Empire romain germanique. Pendant la guerre de Trente Ans, en 1623, il est élevé à l'électorat de Bavière.

## Histoire
À l'époque de l'Empire romain, le territoire au sud du Danube était colonisé par des tribus celtes et appartint aux provinces de la Rhétie et du Norique. Pendant des siècles, la population celte romanisée (comme les Boïens) s'associait avec des Germains arrivés du nord : ainsi est né le peuple des Bavarii qui s'était établi à la fin des Grandes invasions sur un territoire recouvrant la Bavière historique.
À la fin des migrations des peuples, le territoire de l'actuel État de Bavière était occupé par trois tribus : les Bavarii  (Bajuwaren ou Baiern en allemand), qui ont donné leur nom au pays, ainsi que les Francs de l'ancien royaume d'Austrasie au nord et les Suèves d'Alémanie à l'ouest. Tandis que l'actuelle Bavière du nord-ouest était sous la souveraineté du duché de Franconie, les Alamans formaient, à l'ouest, le territoire souverain de Souabe séparé par la rivière Lech.

### Premier duché ethnique

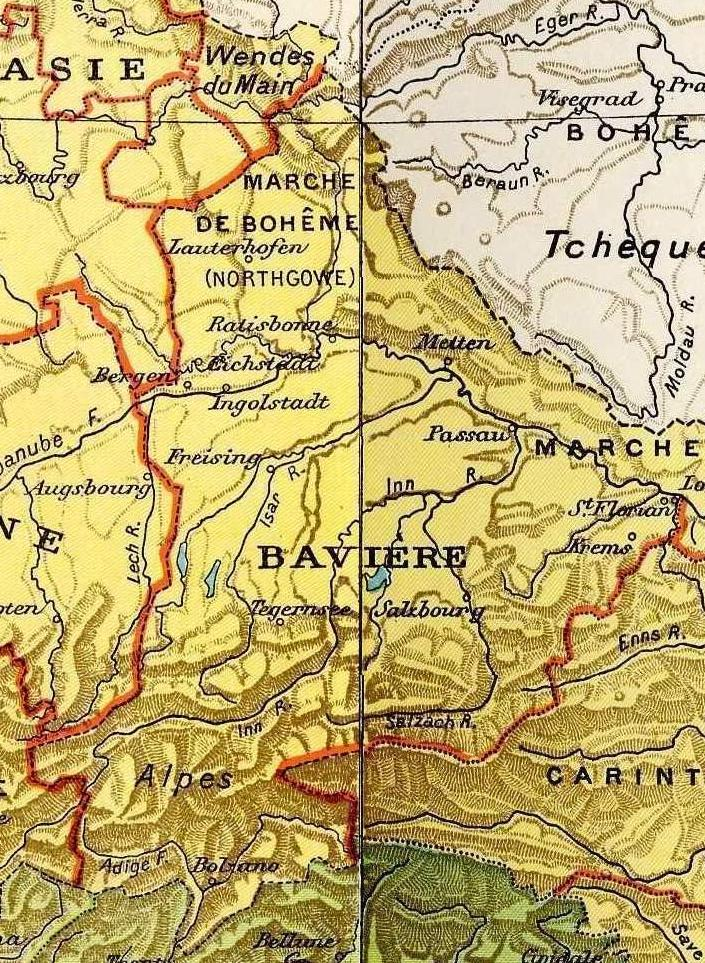
La Bavière au IXe siècle.

L'histoire de l'État bavarois remonte aux temps de l'époque mérovingienne. Vers l'an 555, la Bavière sous la dynastie des Agilolfing faisait partie des royaumes francs, néanmoins la faiblesse croissante de la royauté permettra les ducs de préserver leur autonomie. Tout cela a changé avec l'arrivée au pouvoir de Charlemagne, qui a destitué le dernier duc Tassilon III en 788. 
Les Carolingiens dirigeaient les peuples par des vicaires ; par l'Ordinatio Imperii de 817, l'empereur Louis le Pieux a confié l'ancien duché bavarois de Tassilon III avec la marche de Carantanie (la future Carinthie) à son fils Louis II dit « le Germanique ». Sous le règne de Louis II, qui a pris le titre de « roi de Bavière », et de son petit-fils Arnulf de Carinthie, la Bavière est devenue un centre du pouvoir au sein de la Francie orientale.

### Deuxième duché
Pendant le déclin de la dynastie carolingienne et les incursions des Magyars, un deuxième duché de Bavière émergea. En 907, le margrave Léopold de Bavière tomba sur le champ de la bataille de Presbourg en luttant contre les envahisseurs. Sa marche de Pannonie est définitivement perdue ; au même moment, cependant, son fils Arnulf qui prit sa suite est attesté comme premier duc du nouveau duché ethnique de Bavière. Sa fille Judith épouse Henri de Saxe, issu de la dynastie des Ottoniens et fils cadet du roi Henri Ier de Germanie. À la mort d'Arnulf en 937, son beau-fils Henri se vit inféoder les domaines bavarois par son frère aîné, le roi Otton Ier.
Après la victoire d'Otton Ier à la bataille du Lechfeld en 955, le territoire de la Bavière renouvelée s'étendait loin vers l'est et le sud, jusqu'à la Carinthie et la Styrie actuelles, en Carniole et dans la péninsule d'Istrie. Mais le cœur du pays se situait le long des rives du Danube autour de Ratisbonne ; en aval, le margraviat d'Autriche  (Ostarrîchi) est né sur le terrain évacué par les Magyars. Aux Xe et XIIe siècles, ces territoires ont donné naissance aux duchés de Bavière, de Carinthie, et d'Autriche.

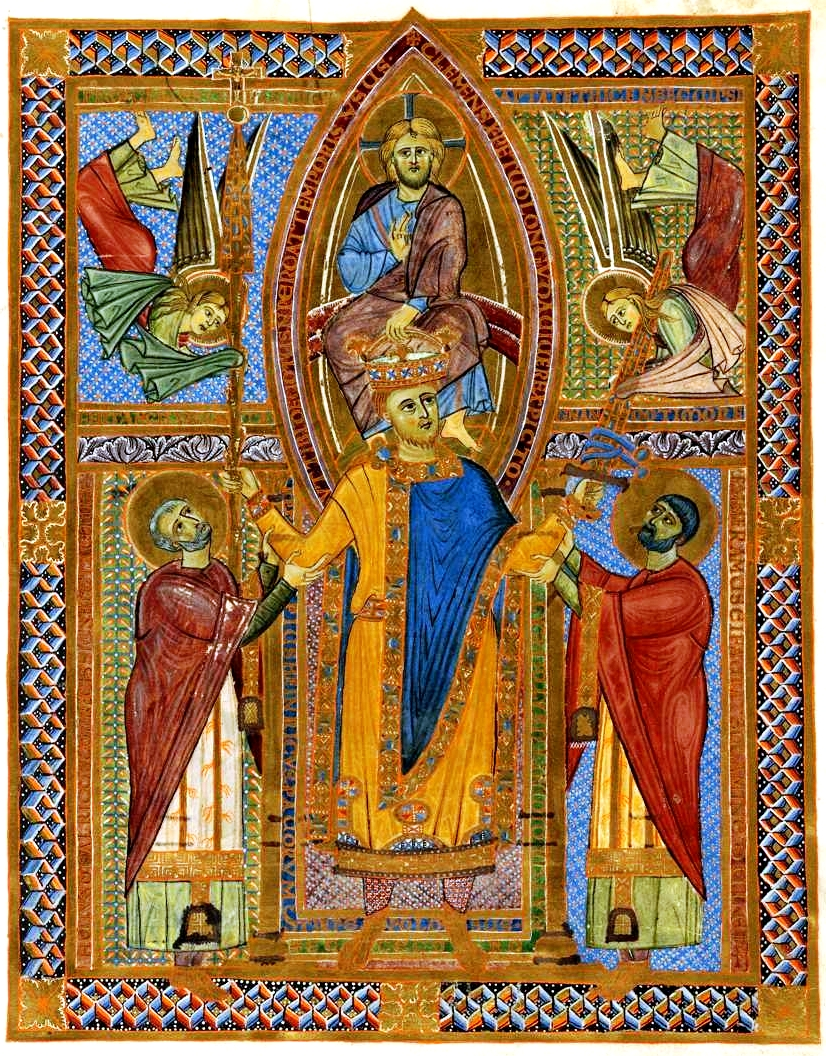
Le couronnement du roi Henri II, du Sacramentaire d'Henri II (1002–1014).

Gouverné par une branche collatérale des Ottoniens, le duché fait l'objet des conflits au sein de la famille royale. En 976, l'empereur Otton II destitue son cousin, le duc Henri II de Bavière et sépare le duché de Carinthie avec la marche de Vérone, ainsi que le margraviat d'Autriche donné a la maison de Babenberg, l'ensemble couvrant près de la moitié du territoire.
En 1002, le duc Henri IV a été élu roi des Romains (comme Henri II). Par la suite, des familles comtales, comme les Andechs et la maison de Wittelsbach, purent parvenir à une position de force. À la mort de l'empereur Henri IV en 1024, la dynastie des Ottoniens s'éteignit.
Le redressement du duché bavarois a commencé sous le règne de la dynastie franconienne sur la Germanie. En 1061, la régente Agnès de Poitiers, veuve de l'empereur Henri III, a nommé le comte saxon Otton de Nordheim duc de Bavière ; toutefois, il est entré en conflit avec son fils le roi Henri IV. 
Pendant la querelle des Investitures entre Henri IV et le pape, les ducs de la famille des Welf (la maison de Brunswick), nommés par le roi à  partir de 1070, ont considérablement consolidé leur position. Néanmoins, au XIIe siècle, ils entrèrent en conflit avec la dynastie souabe de la maison de Hohenstaufen: après l'élection du roi Conrad III de Hohenstaufen en 1138, la maison de Babenberg, déjà titulaire du duché d'Autriche,  reçut en outre le duché de Bavière.
À la diète de Goslar en 1154, l'empereur Frédéric Barberousse restaura le titre de duc et deux ans après rendit la Bavière, quoique réduite au profit du duché d'Autriche (Privilegium Minus), à Henri le Lion. Mais le conflit n'était pas clos ; en 1180, Henri fut destitué et l'ancien duché ethnique fut morcelé.

### Évolution territoriale

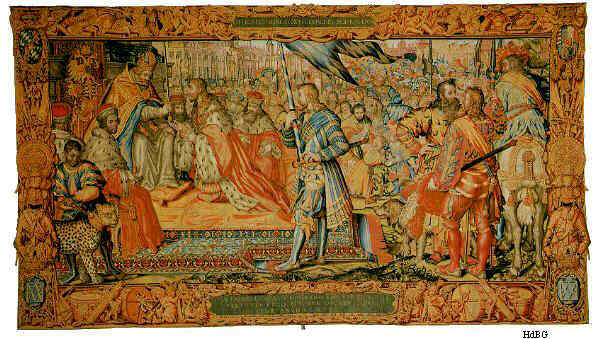
Othon de Wittelsbach se voit inféoder la Bavière par Frédéric Barberousse, tapisserie (1610) à la résidence de Munich.

Les descendants du comte palatin Othon de Wittelsbach, nommé duc en 1180, régnaient sur la Bavière jusqu'à la fin de la Première Guerre mondiale. Le fils du duc Othon, Louis de Kelheim, a également pu acquérir le palatinat du Rhin en 1214. La lignée des Andechs, ducs de Méranie depuis 1181, s'éteignit en 1248 ; toutefois, la majeure partie de ses possessions passèrent aux comtes de Tyrol. Les tentatives des Wittelsbach visant à reconquérir les territoires d'Autriche et de Styrie à l'est ont échoué en raison de l'ascension de la maison de Habsbourg. 
Au Moyen Âge tardif, le duché de Bavière a été morcelé par de nombreux partages. Lors du premier partage en 1255, les duchés de Haute-Bavière, avec la résidence à Munich, et de Basse-Bavière, dont la capitale était Landshut, sont nés. Louis le Sévère, duc de Haute-Bavière, obtenait des territoires souabes après la mort de son neveu Conradin de Hohenstaufen en 1268. D'autre part, les domaines des prince-archevêques de Salzbourg à l'est du Chiemgau sont définitivement indépendants à la fin du XIIIe siècle. 
En 1314, le duc Louis IV de Haute-Bavière, fils de Louis le Sévère, est élu roi des Romains. Couronné empereur en 1328, il a acquis les territoires du Brandebourg et de Tyrol, ainsi que les comtés de Hollande, de Zélande, de Frise et de Hainaut. Néanmoins, tous ces domaines ont de nouveau été perdus sous ses successeurs. En 1329, Louis IV a ordonné le partage des possessions des Wittelsbach : le palatinat du Rhin et le Haut-Palatinat passaient à ses neveux Rodolphe II et Robert Ier du Palatinat, les fils de son frère Rodolphe Ier du Palatinat. Pour lui-même, Louis n'a gardé que la Haute-Bavière ; après le décès de ses cousins en Basse-Bavière jusqu'en 1340, il a pu réunifier les deux parties.
Louis IV mourut en 1347 et la Bavière fut partagée à nouveau par ses successeurs. Ainsi furent créés les duchés de Bavière-Straubing, de Bavière-Landshut, de Bavière-Ingolstadt et la Bavière munichoise ; les Wittelsbach se faisaient même la guerre à l'occasion. La lignée de Straubing s'éteignit en 1429 et les ducs de Landshut ont hérité du territoire d'Ingolstadt.

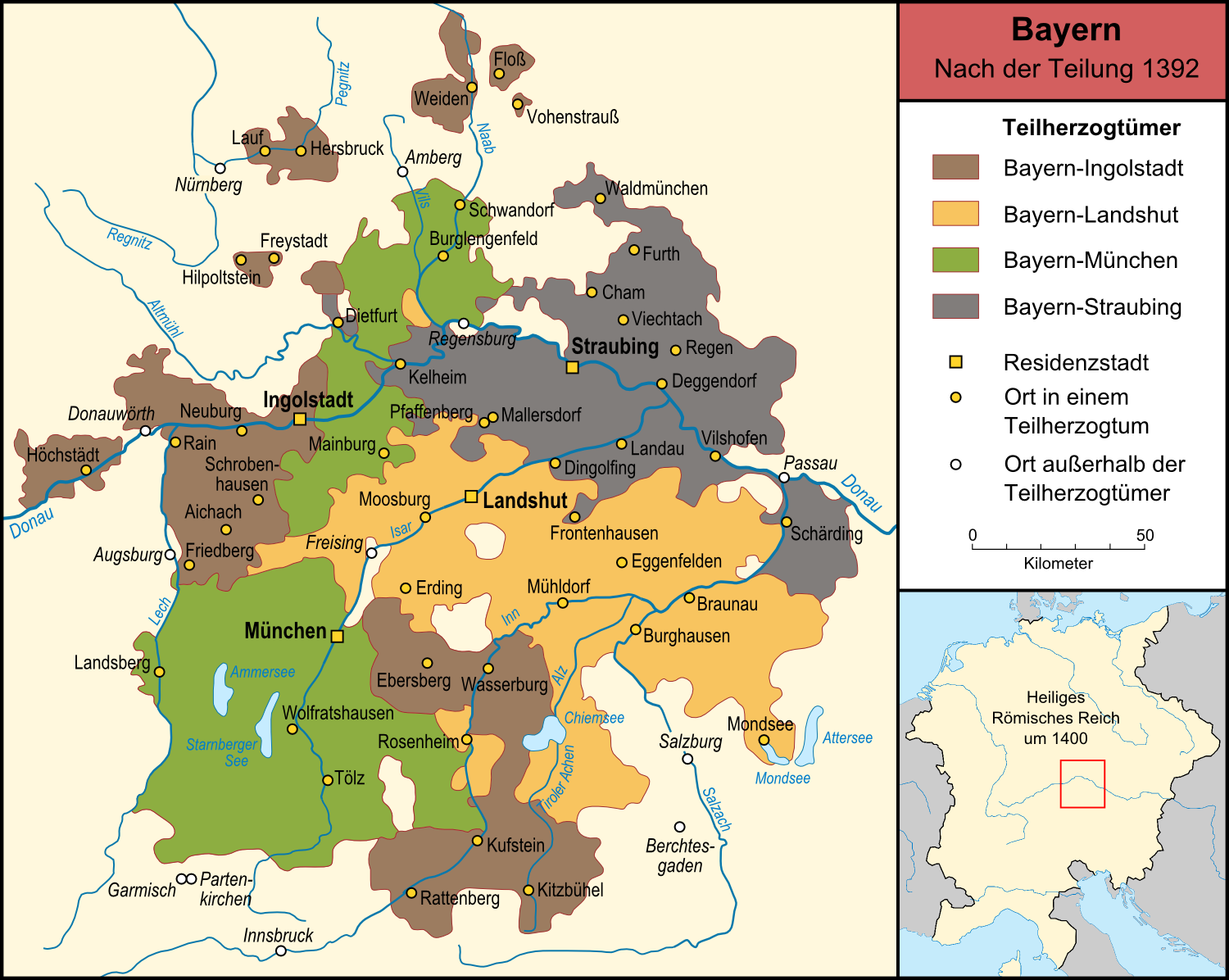
La Bavière en 1392, divisée entre quatre branches de la maison de Wittelsbach.

Finalement, après la guerre de Succession de Landshut (1504–1505), le duc Albert IV devient l'unique souverain de toute la Bavière. Il faut attendre le règlement successoral de primogéniture adopté en 1506 pour que le duché se transmette sans partage au premier fils né de lignée masculine. Cette règle prévalut jusqu'au XIXe siècle.

### La Réforme et la guerre
Au début du XVIe siècle, les thèses de Martin Luther ont trouvé beaucoup d'adeptes jusque dans les villes de l'actuelle Bavière. Les ducs faisaient tout pour empêcher la diffusion du protestantisme, notamment Guillaume IV, qui prit parti pour l'empereur Charles Quint dans la guerre de Smalkalde, et son fils Albert V. À partir de 1543, l'université d'Ingolstadt, reprise par les jésuites, devient le centre spirituel de la Contre-Réforme. Le duché de Bavière est d'ailleurs le plus actif dans la Contre-Réforme. D'autre part, les Wittelsbach du Palatinat-Neubourg ont accepté la confession luthérienne.
La ville impériale d'Augsbourg, située à l'ouest du duché, est liée à la « confession d'Augsbourg », profession de foi des États protestants présentée à la diète d'Empire en 1530, ainsi qu'à la « paix d'Augsbourg » de 1555 qui confiait au prince le soin de décider de la religion de ses sujets (cujus regio, ejus religio). Dans le contexte de tensions religieuses qui affectaient alors le Saint-Empire, les souverains bavarois ont imposé le catholicisme au pays. À partir de 1583, le duc Guillaume V participait à la guerre de Cologne contre Gerhard Truchsess de Waldbourg, archevêque et électeur de Cologne, qui s'avait convertit au protestantisme.

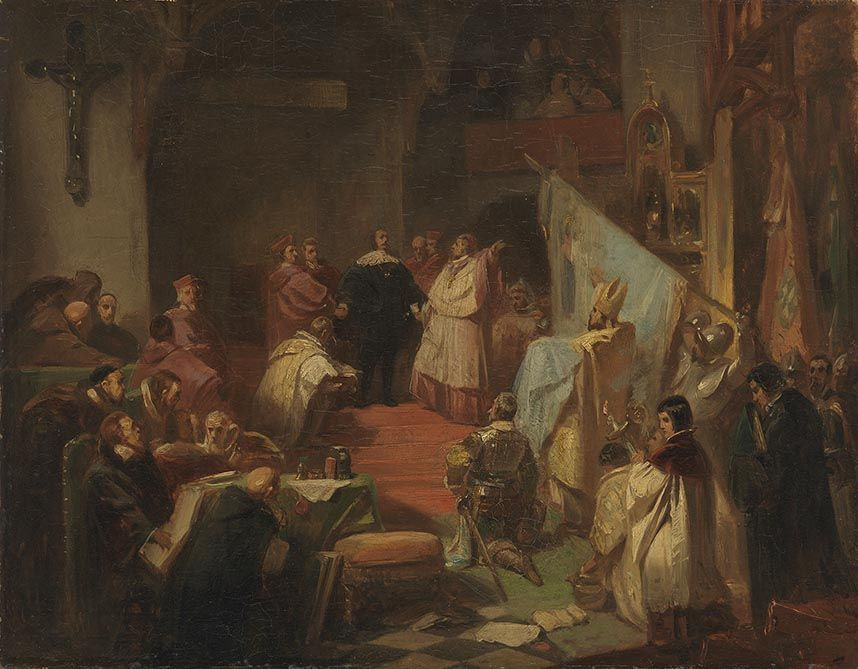
La création de la Ligue catholique en 1609 sous Maximilien Ier (électeur de Bavière), peinture du XIXe siècle.

Confronté de plus en plus souvent à la nécessité de redresser le budget de son duché, Guillaume V se retire graduellement des affaires, partageant à partir de 1594 le pouvoir avec son fils aîné Maximilien. Il abdique en 1597 et son fils a vraiment commencé de lutter contre les protestants utilisant la force. En 1607 ses troupes occupaient la ville libre de Donauwörth, ce qui a incité à la création de l'Union protestante, une coalition d'États protestants du Saint-Empire sous la direction de l'électeur Frédéric IV du Palatinat, le cousin de Maximilien. Dans sa réponse, le duc bavarois a fondé la Ligue catholique en 1609.
Maximilien Ier (électeur de Bavière) a joué un rôle principal dans le déclenchement de la guerre de Trente Ans : en 1619, il s'allia avec l'empereur Ferdinand II contre les États protestants en Bohême et leur roi, l'électeur Frédéric V du Palatinat. Maximilien regroupe les forces de la Ligue et envoie le comte Jean t'Serclaes de Tilly directement à la bataille de la Montagne-Blanche près de Prague. Après être sortis vainqueurs, les forces catholiques occupaient le Palatinat et en 1623, Maximilien reçut la dignité électorale de son cousin Frédéric. Néanmoins, les territoires bavaroises ont été dévastés pendant la guerre. L'électorat de Bavière a été réaffirmée par les traités de Westphalie en 1648.

## Consulter également
- Histoire de la Bavière
- Chronologie de la Bavière
- Royaume de Bavière